# Torsten Andersson (1917–1968)
Gustav Torsten Andersson, född 18 februari 1917 i Flen, död 31 december 1968 i Nyköping, var en svensk konstnär.
Han var son till möbelsnickaren G L Andersson och Elin Eriksson. Gift 1950 med Brita Körberg.
Andersson studerade konst för Karl Örbo 1938–1940 och Otte Sköld 1942–1943 samt under studieresor till bland annat Danmark, Norge, Tyskland, Belgien och Frankrike. Han har haft separatutställningar i Flen, Nyköping, Malmberget och Katrineholm. Hans konst består av landskapsmålningar från Västkusten och Norrland.

### Fotnoter
1. ↑  Sveriges dödbok 1901–2013